# Vandament-Gletscher
Der Vandament-Gletscher ist ein 10 km langer Gletscher in der antarktischen Ross Dependency. Er entwässert die ostzentrale Eiskappe der Dominion Range, fließt in östlicher Richtung südlich des Koski-Gletschers und endet 3 km nordwestlich des Safety Spur.
Das Advisory Committee on Antarctic Names benannte ihn 1966 nach Charles Hugh Vandament (1935–2005), Ionosphärenphysiker des United States Antarctic Research Program auf der Amundsen-Scott-Südpolstation im Jahr 1962.